# Byadabele, Bangarapet
Byadabele là một làng thuộc tehsil Bangarapet, huyện Kolar, bang Karnataka, Ấn Độ.